# Старая ратуша (Хаттинген)

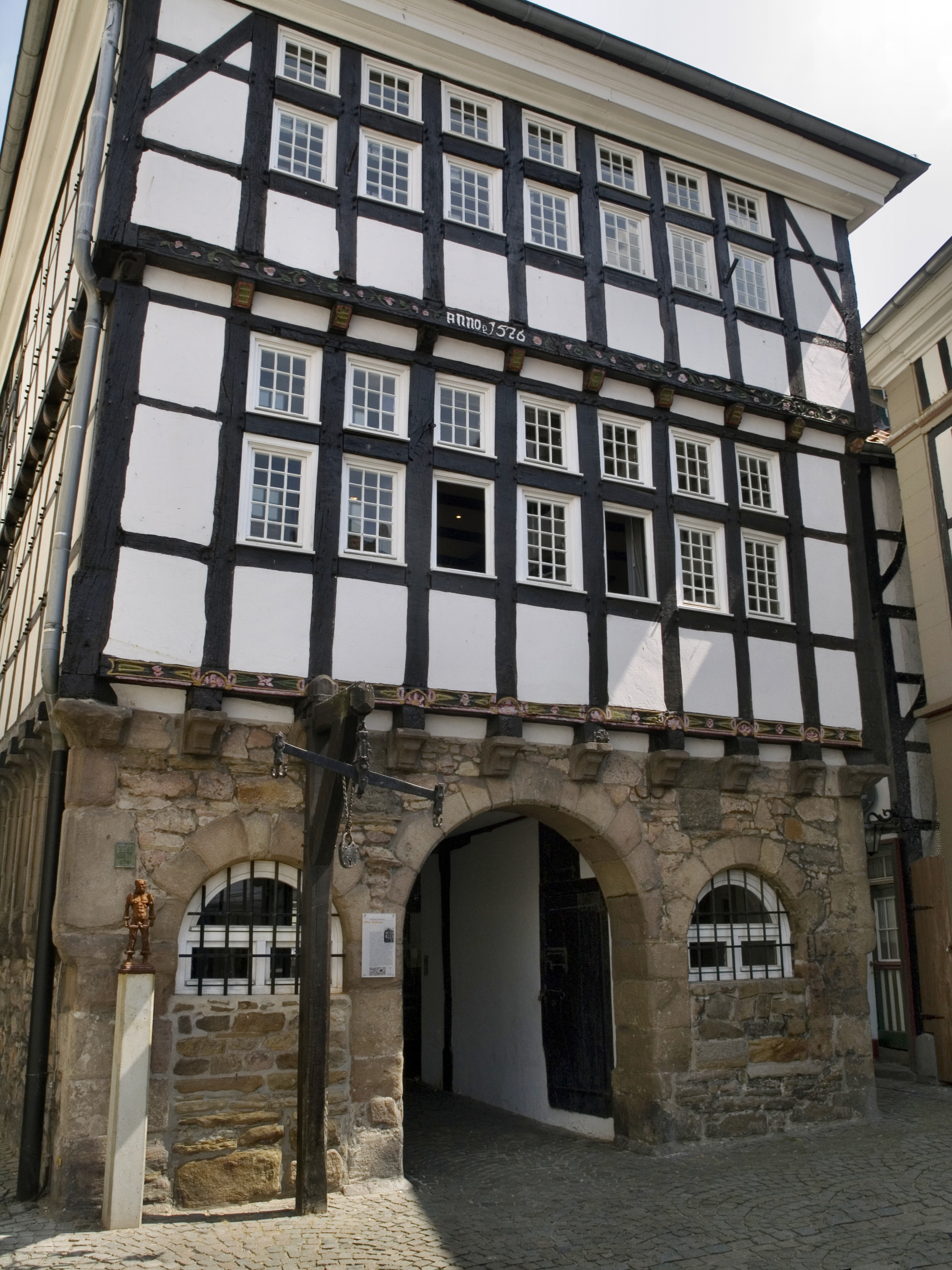
Фасад здания старой ратуши

Старая ратуша Хаттингена (нем. Altes Rathaus (Hattingen)) — бывшее здание городского управления города Хаттинген (федеральная земля Северный Рейн — Вестфалия).

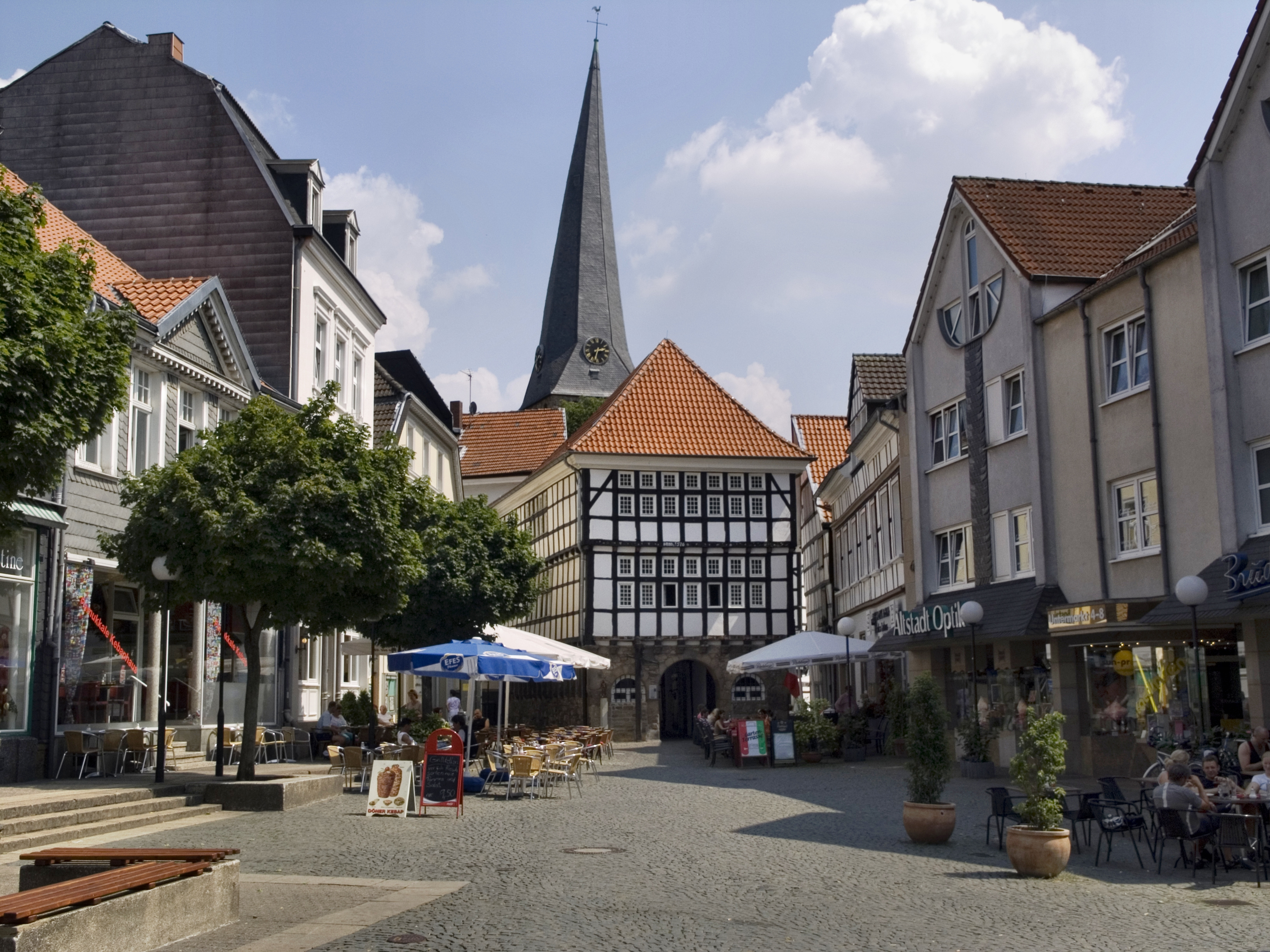
Площадь Нижнего рынка

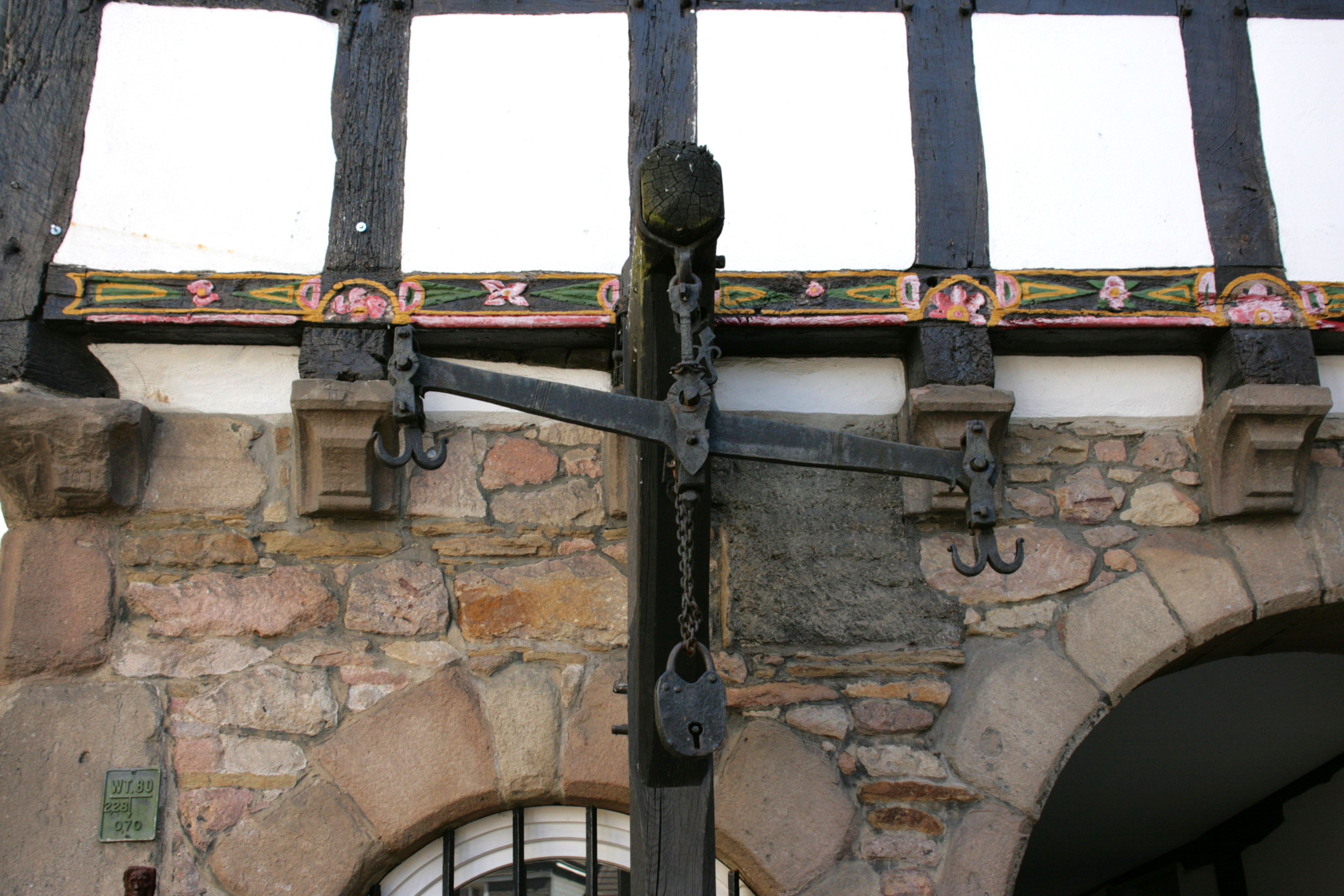
Городские весы

Старая ратуша — это фахверковое здание известное, как минимум, с первой половины XV века. Примерно с 1420 года здание, сооруженное из рурского песчаника, служило крытым мясным рынком. В 1576 году было надстроено 2 фахверковых этажа. Именно эта дата указана на фасаде. С тех пор здание использовалось как городская ратуша.
В конце XVIII века здание ратуши получило большие окна, фахверковые фасады были оштукатурены, крыша с двумя высоким фронтонами была заменена четырехскатной шатровой крышей. В первом этаже был «прорублен» арочный проход, соединяющий Нижний рынок и церковную площадь. По обеим сторонам прохода были оборудованы тюремные камеры.
В 1910 году городской магистрат переезжает в новую ратушу, расположенную на Roonstraße. С 1932 года в здании старой ратуши был размещен краеведческий музей, экспозиция которого позднее была перенесена в городской музей Хаттингена в Бланкштайне.
После второй мировой войны начались реставрационные работы здания старой ратуши, которые были закончены только в 1993 году. Сегодня в здании старой ратуши размещена художественная галерея.